# 英格兰足球超级联赛赛季最佳主教练
英格兰足球超级联赛赛季最佳主教练是英格兰的一项年度足球奖项，颁给每个赛季英格兰足球超级联赛中执教最出色的主教练（不一定是带队夺冠的主教练），奖项得主由英超联赛的赞助商组织的小组决定，评选结果在每年的5月第二或第三周公布。该奖项由英超赞助商卡尔灵创立于1993-94赛季，因赞助商冠名，该奖在1994-2001年名为卡尔灵赛季最佳主教练，2001-2004年名为巴克莱信用卡赛季最佳主教练，2004年称巴克莱赛季最佳主教练。
1994年，历史上首个英超赛季最佳主教练奖颁给了曼联主教练亚历克斯·弗格森，他在这个赛季成功卫冕英超。最近一个最佳主教练（2020-21赛季）颁给了曼城主教练佩普·瓜迪奥拉。
1994-2013年之间，亚历克斯·弗格森获得该奖十一次，得奖次数名列第一。1998年，阿尔塞纳·温格成为第一个获得该奖的非英国籍主教练，他总共获得该奖三次。迄今为止（2020-21赛季），若泽·穆里尼奥和佩普·瓜迪奥拉是温格和弗格森之外唯一获得该奖超过一次的主教练，这二人和弗格森也是仅有的能蝉联该奖的主教练。
四位主教练曾在未率队夺冠的情况下获得该奖：2000-01赛季的乔治·伯利，他带领伊普斯维奇以升班马的身份取得了英超第五的好成绩；2009-10赛季的哈里·雷德克纳普，他执教的托特纳姆热刺二十年来首次杀入英超前四；2011-12赛季的阿兰·帕杜，率纽卡斯尔联取得英超第五名这一九年以来的最好成绩；还有2013-14赛季的托尼·普利斯，在水晶宫11轮取4分排名垫底的情况下接手球队，最终获得英超第11名。

## 历史
英超联赛创立于1992年，当时英格兰甲级联赛的球队脱离了英格兰足球联赛系统，建立了一个商业上独立的联赛，自主与转播商和赞助商谈判。1992-93赛季，英超联赛没有赞助商，直到1993-94赛季，才与卡尔灵签订了4年1200万英镑的赞助合约，也是在这个赛季，英超金靴奖和英超赛季最佳主教练等个人奖项开始创立，新创立的赛季最佳主教练与旧的英格兰足球联赛主教练协会评选的年度最佳主教练并行。
第一个英超赛季最佳主教练颁给了率曼联连续两个赛季夺冠的亚历克斯·弗格森。肯尼·达格利什因率布莱克本夺得81年以来的第一个联赛冠军，得到了1994-95赛季的最佳主教练。1995-96赛季，弗格森率曼联在争冠的道路上击败了纽卡斯尔联，重夺冠军，并在下一个赛季卫冕成功，这使得弗格森成为第一个连续获得该奖的主教练。

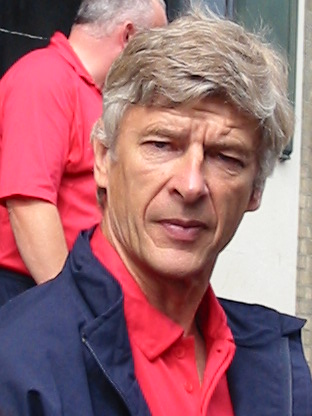
阿尔塞纳·温格在阿森纳执教是或该奖三次

法国人阿尔塞纳·温格率阿森纳在他完整执教的第一个赛季，即1997-98赛季领先曼联12分夺冠，使他成为了第一个获得该奖的非英国人。1998-99赛季则是曼联的三冠王（英超、足总杯、欧冠）赛季，弗格森再次获得最佳教练，1999-00赛季曼联领先阿森纳18分夺冠，再次成功卫冕。
2000-01赛季，乔治·伯利带领伊普斯维奇以升班马的身份取得了英超第五，晋级欧洲联盟杯，他成为了第一个没有夺冠而获得该奖的主教练；他击败了率曼联完成三连冠的弗格森，以及带利物浦夺得足总杯、联赛杯、欧洲联盟杯冠军以及英超第三的热拉尔·乌利耶。2001-02赛季，温格率领阿森纳取得十三连胜，再次夺冠，以此获得了赛季最佳主教练奖。弗格森则在2002-03赛季以再次带曼联夺冠的成绩获奖。2003-04赛季则是阿森纳的不败赛季，温格以此前无古人的伟绩获得了赛季最佳主教练，并收到了评奖小组的高度赞扬。
狂人若泽·穆里尼奥在2004-05赛季率领切尔西夺得了50年以来的第一个联赛冠军，切尔西单赛季得95分，仅失15球，均创造了英超联赛的新纪录。下一个赛季，穆里尼奥再次率队夺冠，使得他连续两个赛季获得赛季最佳主教练。2006-07赛季，弗格森带曼联夺回了阔别四年的联赛冠军，并再次完成英超三连冠，自己也连续三次获得最佳主教练。2009-10赛季，哈里·雷德克纳普执教的托特纳姆热刺二十年来首次杀入英超前四，获得最佳主教练，当赛季的冠军则是卡洛·安切洛蒂执教的切尔西。2011年5月，弗格森以冠军主教练的身份，接受了自己的第十个赛季最佳主教练奖。
2011-12赛季，阿兰·帕杜率纽卡斯尔联取得英超第五名这一九年以来的最好成绩，因此得奖，当年的冠军是罗伯托·曼奇尼执教的曼城。2013年5月，弗格森带曼联夺冠，获得赛季最佳主教练，并在该赛季后退休。2013-14赛季的托尼·普利斯，在水晶宫11轮取4分排名垫底的情况下接手球队，最终获得英超第11名，成为第一个获得该奖的威尔士主教练，当赛季曼努埃尔·佩莱格里尼带曼城夺冠。2014-15赛季，回归切尔西的穆里尼奥率队夺冠，获得赛季最佳主教练。
2015-16赛季，克劳迪奥·拉涅利率领上一个赛季勉强保级的莱斯特城神奇夺冠，获得最佳主教练。2016-17赛季，安东尼奥·孔蒂执教的切尔西夺冠，他获得赛季最佳主教练。2017-18赛季，佩普·瓜迪奥拉带曼城夺冠，取得100个积分，打进106球，赢球32场，连胜18场，均打破英超联赛记录，成为了第一个获得该奖的西班牙教练。下个赛季，瓜迪奥拉带队有惊无险地夺冠，蝉联赛季最佳主教练。
2019-20赛季，尤尔根·克洛普率利物浦夺得俱乐部历史上第一个英超冠军，获得最佳主教练奖。2020-21赛季，佩普·瓜迪奥拉率曼城夺冠，第三次获最佳主教练奖。2021-22赛季，尤尔根·克洛普第二次获最佳主教练奖。随后两个赛季，冠军球队曼城主教练瓜迪奥拉第四、第五次获奖。

## 历届得主

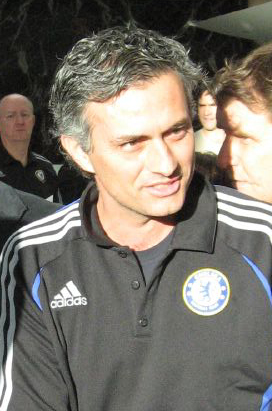
若泽·穆里尼奥在切尔西执教时获得该奖三次

| 赛季    | 得主                 | 国籍   | 俱乐部       | 来源   |
| ------- | -------------------- | ------ | ------------ | ------ |
| 1993–94 | 亚历克斯·弗格森      | 苏格兰 | 曼联         | [ 37 ] |
| 1994–95 | 肯尼·达格利什        | 苏格兰 | 布莱克本     | [ 38 ] |
| 1995–96 | 亚历克斯·弗格森 (2)  | 苏格兰 | 曼联         | [ 37 ] |
| 1996–97 | 亚历克斯·弗格森 (3)  | 苏格兰 | 曼联         | [ 37 ] |
| 1997–98 | 阿尔塞纳·温格        | 法國   | 阿森纳       | [ 39 ] |
| 1998–99 | 亚历克斯·弗格森 (4)  | 苏格兰 | 曼联         | [ 37 ] |
| 1999–00 | 亚历克斯·弗格森 (5)  | 苏格兰 | 曼联         | [ 37 ] |
| 2000–01 | 乔治·伯利            | 苏格兰 | 伊普斯维奇   | [ 4 ]  |
| 2001–02 | 阿尔塞纳·温格 (2)    | 法國   | 阿森纳       | [ 39 ] |
| 2002–03 | 亚历克斯·弗格森 (6)  | 苏格兰 | 曼联         | [ 37 ] |
| 2003–04 | 阿尔塞纳·温格 (3)    | 法國   | 阿森纳       | [ 39 ] |
| 2004–05 | 若泽·穆里尼奥        | 葡萄牙 | 切尔西       | [ 30 ] |
| 2005–06 | 若泽·穆里尼奥(2)     | 葡萄牙 | 切尔西       | [ 30 ] |
| 2006–07 | 亚历克斯·弗格森 (7)  | 苏格兰 | 曼联         | [ 37 ] |
| 2007–08 | 亚历克斯·弗格森 (8)  | 苏格兰 | 曼联         | [ 37 ] |
| 2008–09 | 亚历克斯·弗格森 (9)  | 苏格兰 | 曼联         | [ 37 ] |
| 2009–10 | 哈里·雷德克纳普      | 英格兰 | 托特纳姆热刺 | [ 40 ] |
| 2010–11 | 亚历克斯·弗格森 (10) | 苏格兰 | 曼联         | [ 37 ] |
| 2011–12 | 阿兰·帕杜            | 英格兰 | 纽卡斯尔联   | [ 41 ] |
| 2012–13 | 亚历克斯·弗格森 (11) | 苏格兰 | 曼联         | [ 37 ] |
| 2013–14 | 東尼·佩利斯          |        | 水晶宫       | [ 42 ] |
| 2014–15 | 若泽·穆里尼奥 (3)    | 葡萄牙 | 切尔西       | [ 30 ] |
| 2015–16 | 克劳迪奥·拉涅利      | 義大利 | 莱斯特城     | [ 31 ] |
| 2016–17 | 安東尼奧·孔蒂        | 義大利 | 切尔西       | [ 32 ] |
| 2017–18 | 佩普·瓜迪奥拉        | 西班牙 | 曼城         | [ 33 ] |
| 2018–19 | 佩普·瓜迪奥拉 (2)    | 西班牙 | 曼城         | [ 33 ] |
| 2019–20 | 尤尔根·克洛普        | 德国   | 利物浦       | [ 34 ] |
| 2020–21 | 佩普·瓜迪奥拉 (3)    | 西班牙 | 曼城         | [ 35 ] |
| 2021–22 | 尤尔根·克洛普 (2)    | 德国   | 利物浦       | [ 36 ] |
| 2022–23 | 佩普·瓜迪奥拉 (4)    | 西班牙 | 曼城         | [ 43 ] |
| 2023–24 | 佩普·瓜迪奥拉 (5)    | 西班牙 | 曼城         | [ 44 ] |
| 2024–25 | 艾尼·史洛            | 荷蘭   | 利物浦       |        |

## 获奖次数（按得主国籍排行）

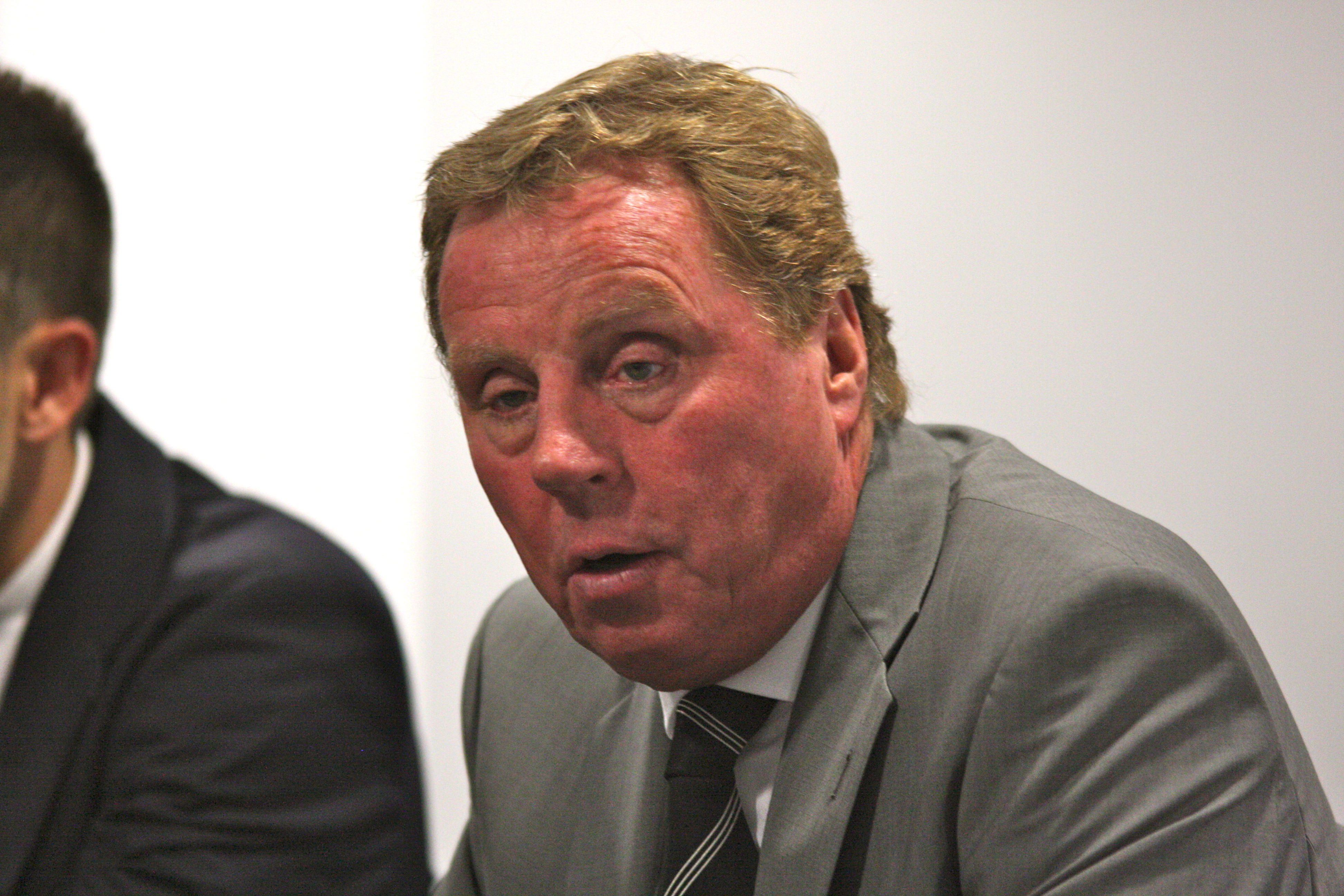
哈里·雷德克纳普是第一个获得该奖的英格兰籍主教练

| 国家/地区 | 得奖次数 |
| --------- | -------- |
| 苏格兰    | 13       |
| 西班牙    | 5        |
| 法國      | 3        |
| 葡萄牙    | 3        |
| 英格兰    | 2        |
| 德国      | 2        |
| 義大利    | 2        |
| 荷蘭      | 1        |
|           | 1        |

## 获奖次数（按得主执教俱乐部排行）
| 俱乐部       | 得奖次数 |
| ------------ | -------- |
| 曼联         | 11       |
| 切尔西       | 4        |
| 曼城         | 5        |
| 阿森纳       | 3        |
| 利物浦       | 3        |
| 布莱克本     | 1        |
| 水晶宫       | 1        |
| 伊普斯维奇   | 1        |
| 莱斯特城     | 1        |
| 纽卡斯尔联   | 1        |
| 托特纳姆热刺 | 1        |